# Distretto di Kjustendil
Il distretto di Kjustendil (in bulgaro Област Кюстендил?) è uno dei 28 distretti della Bulgaria.

## Comuni
Il distretto è diviso in 9 comuni:
| Comune         | Bulgaro       | Pop.   |
| -------------- | ------------- | ------ |
| Boboševo       | Бобошево      | 3.016  |
| Bobov dol      | Бобов дол     | 10.266 |
| Dupnica        | Дупница       | 54.671 |
| Kočerinovo     | Кочериново    | 4.506  |
| Kjustendil     | Кюстендил     | 74.395 |
| Nevestino      | Невестино     | 2.738  |
| Rila           | Рила          | 3.424  |
| Sapareva banja | Сапарева баня | 8.165  |
| Trekljano      | Трекляно      | 547    |